# 竹山淫羊藿
竹山淫羊藿（学名：Epimedium zhushanense）为小檗科淫羊藿属下的一个种。

## 扩展阅读
- 維基物種上的相關：竹山淫羊藿